# Andropolia olorina
Andropolia olorina är en fjärilsart som beskrevs av Augustus Radcliffe Grote 1876. Andropolia olorina ingår i släktet Andropolia och familjen nattflyn. Inga underarter finns listade i Catalogue of Life.